# Pius Kamber
Pius Kamber (Hauenstein, 1926. június 29. – Zürich, 2015. augusztus 19.) svájci nemzetközi labdarúgó-játékvezető.

## Pályafutása

### Nemzeti kupamérkőzések
Vezetett Kupa-döntők száma: 1.

#### Svájci Kupa
| Időpont           | Helyszín               | Mérkőzés típusa | Mérkőzés              | Eredmény | Nézők száma |
| ----------------- | ---------------------- | --------------- | --------------------- | -------- | ----------- |
| 1971. április 12. | Wankdorf Stadion, Bern | döntő           | Servette FC–AC Lugano | 2 : 0    | 39 000      |

### Nemzetközi játékvezetés
A Svájci labdarúgó-szövetség Játékvezető Bizottsága (JB) terjesztette fel nemzetközi játékvezetőnek, a Nemzetközi Labdarúgó-szövetség (FIFA) 1969-től tartotta nyilván bírói keretében. Több nemzetek közötti válogatott és klubmérkőzést vezetett vagy partbíróként tevékenykedett. A svájci nemzetközi játékvezetők rangsorában, a világbajnokság-Európa-bajnokság sorrendjében többedmagával a 30. helyet foglalja el 1 találkozó szolgálatával. Az aktív nemzetközi játékvezetést 1972-ben fejezte be. Válogatott mérkőzéseinek száma: 2.

#### Európa-bajnokság
Az európai-labdarúgó torna döntőjéhez vezető úton Belgiumba a IV., az 1972-es labdarúgó-Európa-bajnokságra az UEFA JB játékvezetőként 
| Időpont              | Helyszín                   | Mérkőzés típusa           | Mérkőzés           | Eredmény | Nézők száma |
| -------------------- | -------------------------- | ------------------------- | ------------------ | -------- | ----------- |
| 1971. szeptember 22. | Olimpiai Stadion, Helsinki | előselejtező (7. csoport) | Finnország–Románia | 0 : 4    | 2 084       |

#### UEFA-kupa
| Időpont           | Helyszín                    | Mérkőzés típusa              | Mérkőzés                           | Eredmény | Nézők száma |
| ----------------- | --------------------------- | ---------------------------- | ---------------------------------- | -------- | ----------- |
| 1971. december 8. | Üllői úti Stadion, Budapest | selejtező a 16 közé jutásért | Ferencváros–Eintracht Braunschweig | 5 : 2    | 19 000      |

## Magyar vonatkozás
| Időpont          | Helyszín             | Mérkőzés típusa          | Mérkőzés              | Eredmény | Nézők száma |
| ---------------- | -------------------- | ------------------------ | --------------------- | -------- | ----------- |
| 1971. április 4. | Prater Stadion, Bécs | 449. válogatott mérkőzés | Ausztria–Magyarország | 0 – 2    | 33 284      |